# لوئیس هاین
لوئیس هاین (انگلیسی: Lewis Hine; ۲۶ سپتامبر ۱۸۷۴ – ۳ نوامبر ۱۹۴۰) یک عکاس، جامعه‌شناس و معلم اهل ایالات متحده آمریکا بود. وی از زندگی مهاجران فقیر، معدنچیان زغال‌سنگ پیتسبرگ و کودکان کار عکاسی می‌کرد. در سال ۱۹۱۱ کارمند عکاس کمیته ملی کارگران خردسال بود و عکس‌هایی از بهره‌کشی هولناک از بچه‌ها تهیه کرد. لوئیس هاین همچنین عکاس صلیب سرخ آمریکا در جنگ جهانی اول بود.

## زندگی
لوئیس هاین  یک کارگر سابق بود که از طریق اصلاح‌طلبان عکاسی تا دانشگاه و کسب مدرک جامعه‌شناسی پیش رفت؛ از روش انتخابی حکومت آمریکا که رفاه شرکت‌ها را نسبت به رفاه مردم ارجح می‌دانست، بیزار بود. به سال ۱۹۰۸ معلمی خود را رها کرد تا به صورت عکاس مستند تمام‌وقت درآید؛ زمانی که استفاده از یک دوربین قطع بزرگ (View Camera) و ابزار فلش پودری را آموخته بود. هاین شروع به عکاسی از ده‌ها هزار نفری کرد که به دنبال سرزمین موعود در آن زمان وارد آمریکا می‌شدند. مهاجرانی که اغلب با کار بی‌پایان کارخانجات به بیگاری مشغول بودند و در زاغه زندگی می‌کردند. خیلی زود به استخدام کمیتهٔ ملی کارگران خردسال (NCLC) درآمد. در آن زمان حدود ۱٫۷ میلیون بچه در کارخانه‌ها مشغول کار بودند. اغلب او به‌شکل مخفیانه یک کارخانه را با یک دوربین روی دست گرافلکس پنهان شده در یک ظرف نهارخوری عکاسی می‌کرد.
عده‌ای هاین را «روزنامه‌نگاری افشاگر» نامیدند، عده‌ای «وجدانی با یک دوربین». وی کار خود را تا دهه ۱۹۳۰ ادامه داد تا سرانجام یک قانون مرکزی فدرال علیه کار سخت کودکان به تصویب رسید.

### نگاره‌ها

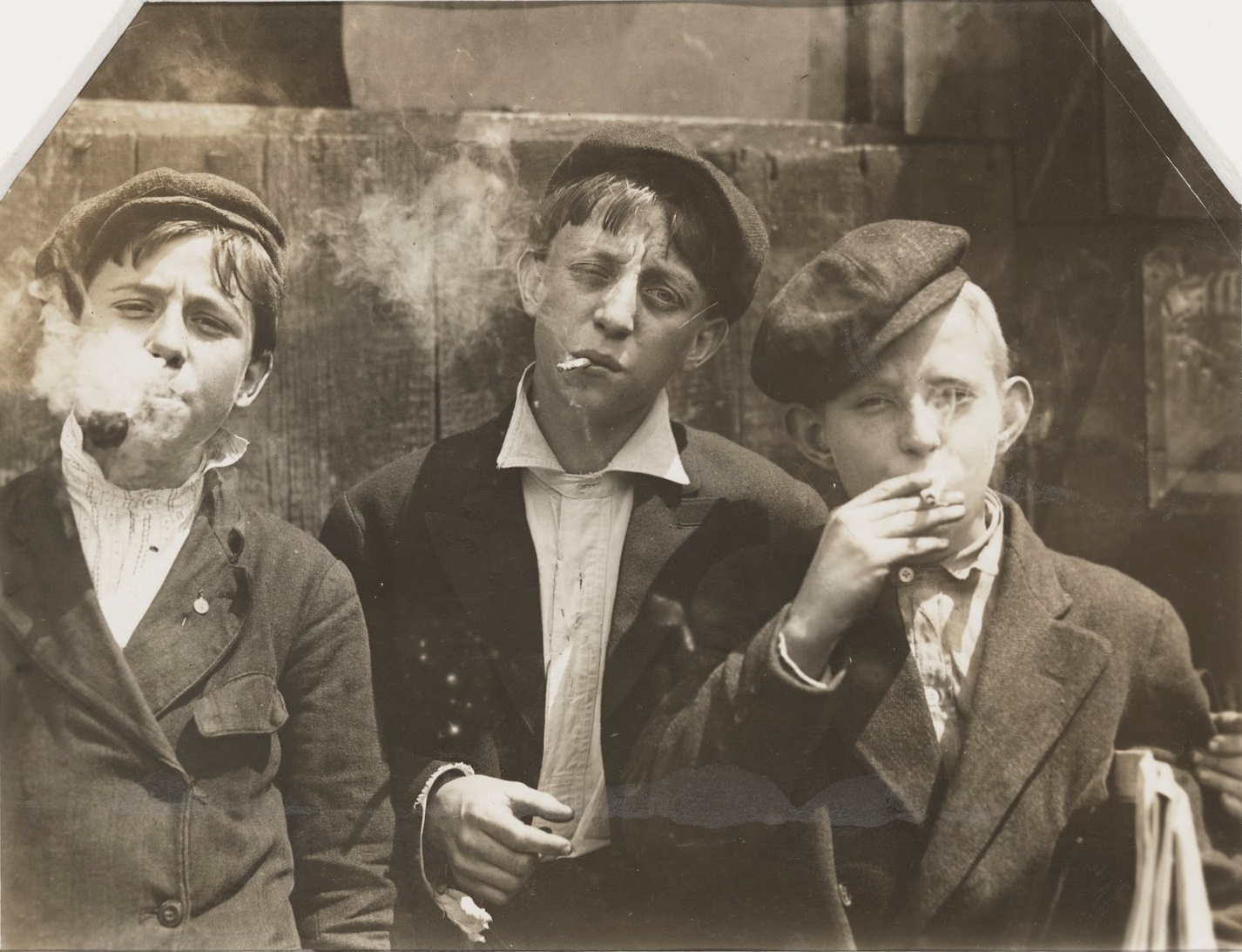
لات‌های سنت لوئیس ۱۹۰۵ م. موزه ویتنی هنر آمریکایی
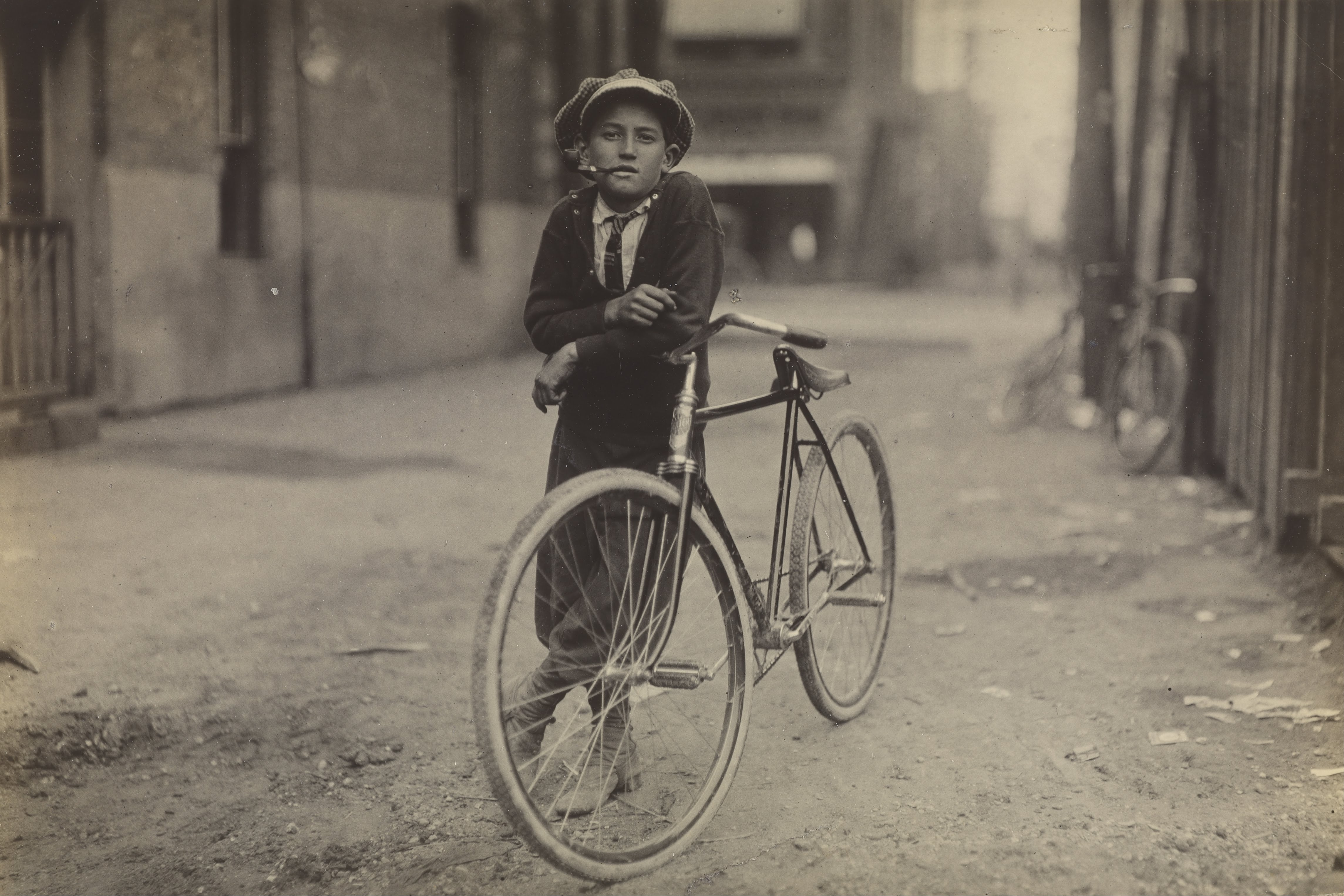
پیک شرکت تلگراف ماکی ۱۹۱۳ م. مرکز گتی
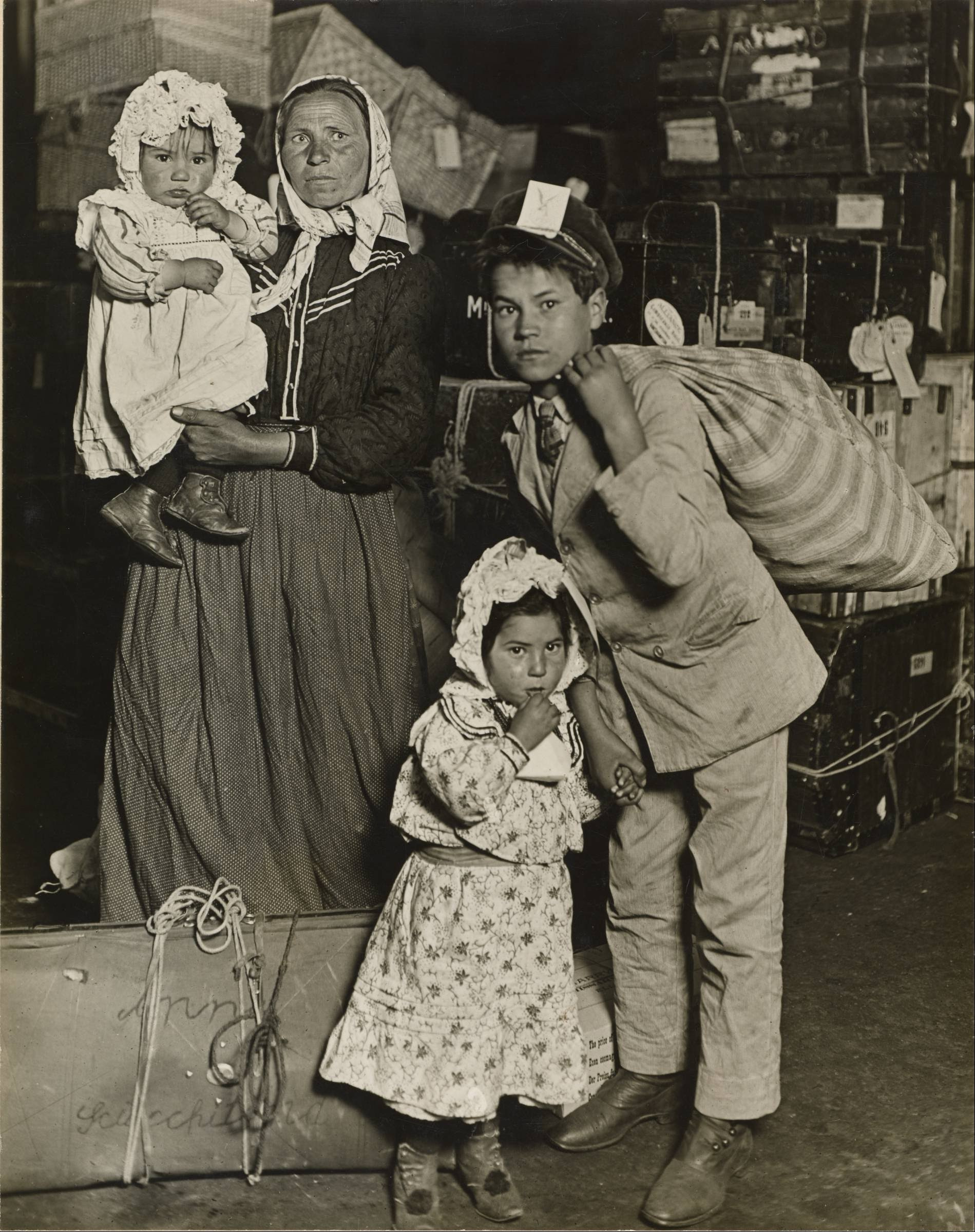
خانواده مهاجر در اتاق ترخیص چمدان در جزیره الیس ۱۹۰۵ م. موزه هنرهای زیبای هیوستون
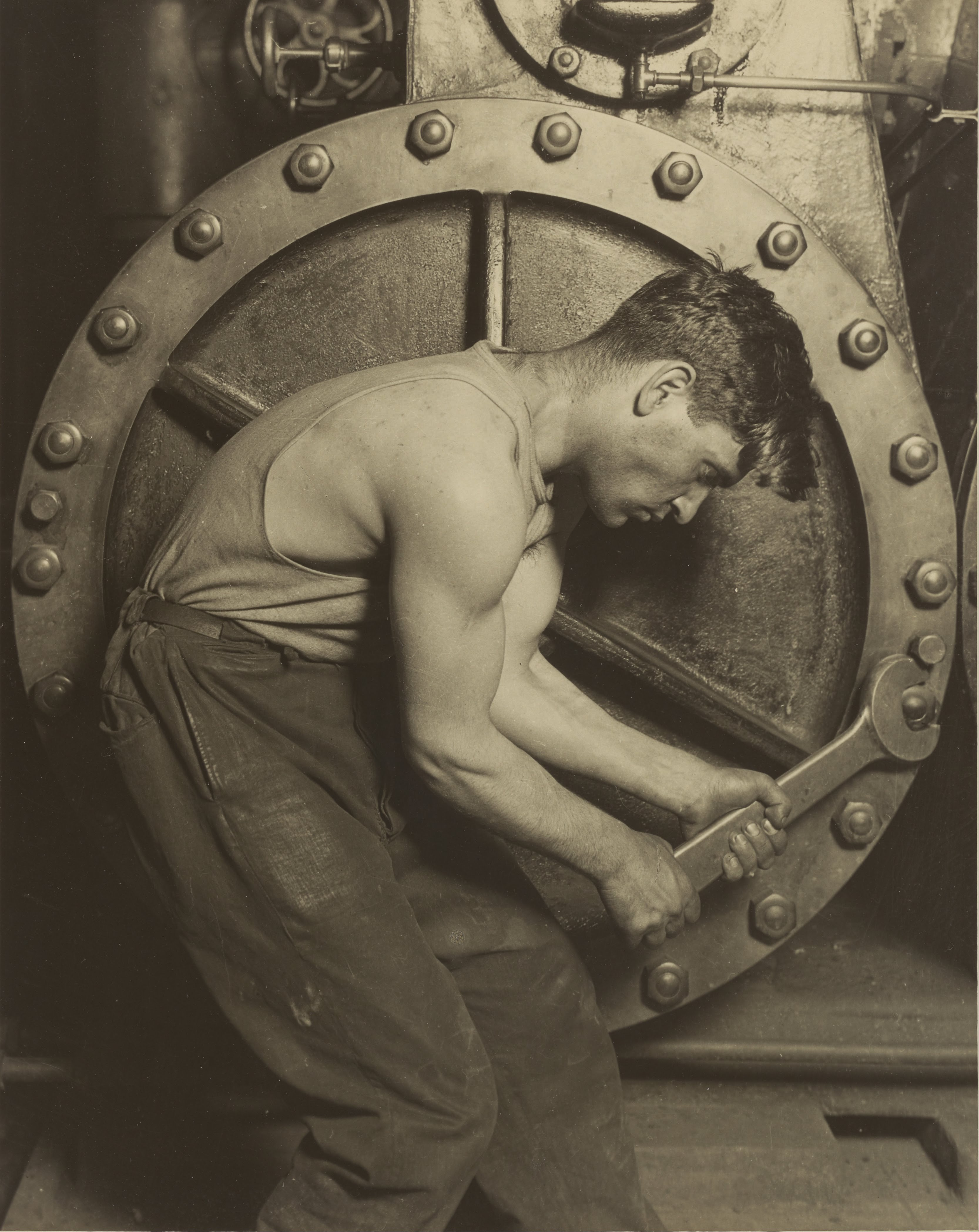
مکانیک و پمپ بخار ۱۹۲۱ م. مرکز گتی
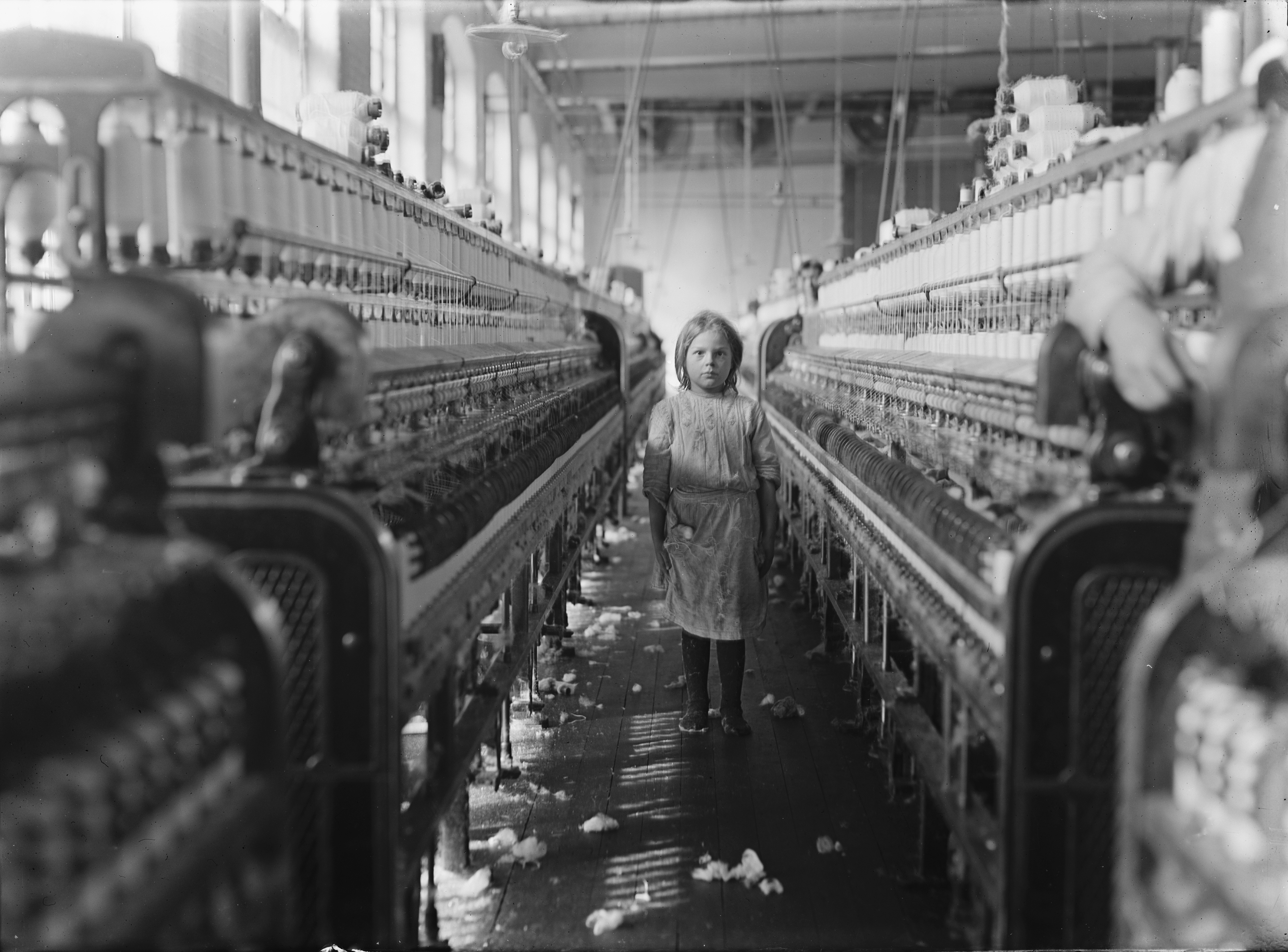
یک کودک کار در کارخانهٔ پنبه‌ریسی در سال ۱۹۰۸ میلادی در کارولینای جنوبی که به شکلی اتفاقی جلوی دوربین لوئیس هاین قرار گرفت.
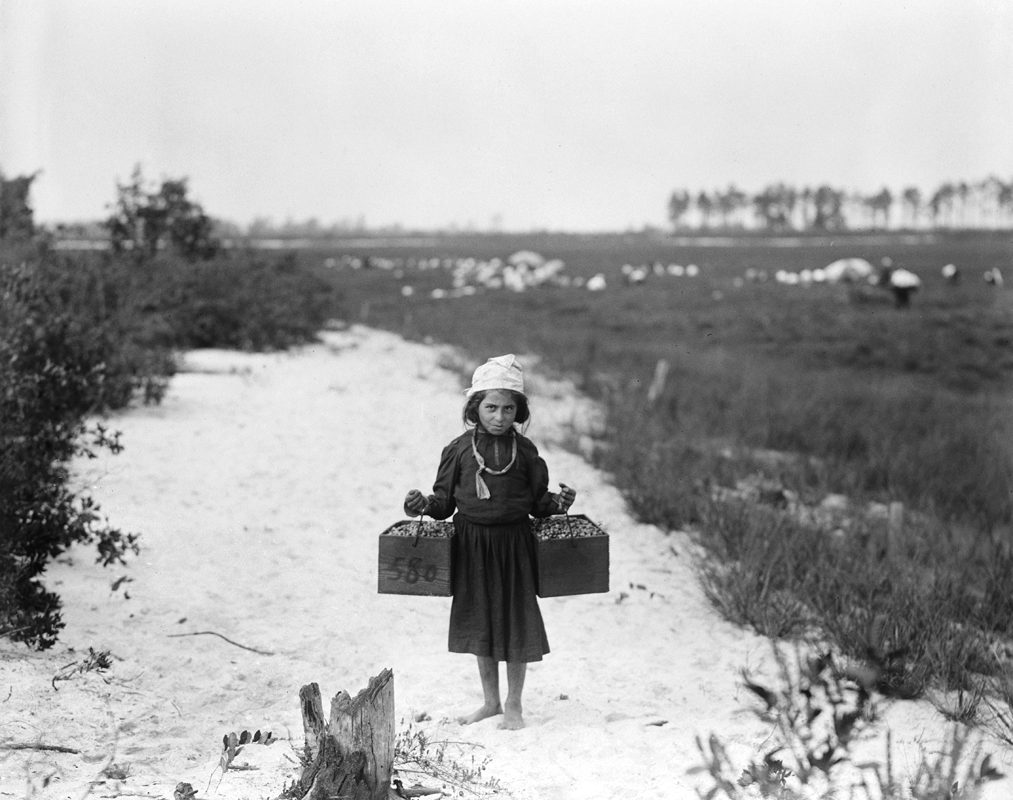
نگاره‌ای از یک کودک کار، به‌سال ۱۹۱۰ میلادی در فیلادلفیا، آمریکا.